# Lac Indicateur
Le lac Indicateur est plan d'eau douce traversé par la rivière Témiscamie, coulant dans Eeyou Istchee Baie-James (municipalité), dans la région administrative du Nord-du-Québec, dans la province de Québec, au Canada. Le lac Indicateur est situé dans la réserve faunique des Lacs-Albanel-Mistassini-et-Waconichi.
La vallée de la rivière Témiscamie est desservie par la route 167 (sens nord-sud) venant de Chibougamau passant à l'est du lac Témiscamie et empruntant la partie supérieure de la vallée de la rivière Takwa pour remonter vers le nord.
La surface du lac Indicateur est habituellement gelée de la fin octobre au début mai, toutefois la circulation sécuritaire sur la glace se fait généralement de la mi-novembre à la fin d'avril.

## Géographie
Les principaux bassins versants voisins du lac Indicateur sont :
- côté nord : rivière Témiscamie, lac Kaanapiteyaapiskaa, lac Wepaasiu, lac Chineseu, lac Maigneron, lac Pluto (rivière Saffray), lac Fromont (rivière Eastmain), rivière Atihkaameukw, rivière Kaawiiskwamekwaachiuch, rivière Eastmain ;
- côté est : lac des Boulders, lac du Champignon, rivière Témiscamie Est, rivière Péribonka, rivière Savane, rivière Courtois ;
- côté sud : rivière Témiscamie, rivière Témiscamie Est, rivière Camie, lac Coude, lac L'Épinay, lac Auxillon, lac à Côté, lac Palairet, lac de Bransac, rivière de la Grande Loutre ;
- côté ouest : rivière Camie, rivière Tichégami, lac Hippocame, lac de la Recherche, rivière Takwa, rivière Témis, rivière Toco, rivière Kapaquatche.

Le lac Indicateur comporte une superficie de 15,07 km2, une longueur de 16,4 km, une largeur maximale de 2,6 km et une altitude de 535 m.
Traversé vers le sud par la rivière Témiscamie vers le Sud, ce lac qui est situé entièrement en zone forestière. Il comporte deux parties (Nord de 4,8 km, centre de 4,4 km incluant le détroit et Sud de 6,2 km) selon les caractéristiques suivantes :
- 27 petites îles ;
- une baie s'étirant sur 2,8 km dans la partie nord, en parallèle (mais déphasée vers le nord) au lac Indicateur. Note : la rivière Témiscamie (venant du nord) se déverse au fond de cette baie. Une presqu'île de 0,8 km rattachée à la rive nord  s'étire vers le sud ;
- une baie de la partie nord s'étirant vers l'est, au fond de laquelle se déverse la rivière Kaawiiskwamekwaachiuch (venant du nord-est) ;
- la partie du centre d'une longueur de 4,4 km (sens nord-sud). Note : Cette partie comporte trois baies s'étirant chacune vers l'ouest et comportant chacune la décharge d'un ruisseau ;
- un détroit d'une longueur de 0,5 km (sens nord-sud) reliant la partie du centre et la partie du Sud. Note : ce détroit est formé par le rapprochement de deux presqu'îles (venant de l'est et de l'ouest) ;
- deux presqu'îles se rapprochant l'une vers l'autre (venant de l'est et de l'ouest) et divisant la partie sud en deux ;
- deux presqu'îles se rapprochant l'une vers l'autre (venant de l'est et de l'ouest) et formant une baie au sud du lac. Note  : cette baie comporte une péninsule étroite (sens nord-sud) longeant le côté Est de l'embouchure du lac. Note  : Le côté Est de la partie sud comporte une montagne dont le sommet atteint 801 m à 5,9 km du lac.

L'embouchure du lac Indicateur est localisée au fond d'une baie de la rive nord , soit à :
- 50,1 km au nord-est de l'embouchure de la décharge du lac Béthoulat ;
- 114 km au nord-est du lac Albanel ;
- 81,5 km au nord de l'embouchure de la rivière Témiscamie (confluence avec le lac Albanel) ;
- 21,6 km à l'ouest de la limite de la MRC Maria-Chapdelaine (région administrative du Saguenay-Lac-Saint-Jean) ;
- 193 km au nord-est de l'embouchure du lac Mistassini (tête de la rivière Rupert) ;
- 235,9 km au nord du centre du village de Mistissini (municipalité de village cri)[1].

À partir de son embouchure située au sud du lac, le courant coule sur 179,7 km en empruntant le cours de la rivière Témiscamie, jusqu'à la rive sud-est du lac Albanel. Puis le courant coule vers le nord-ouest en traversant le lac Albanel et la passe entre la péninsule Du Dauphin (côté Nord-Est) et la péninsule du Fort-Dorval (côté Sud-Ouest), jusqu'à la rive est du lac Mistassini. De là, le courant traverse vers l'ouest le lac Mistassini sur  47,6 km, jusqu'à son embouchure. Finalement, le courant emprunte le cours de la rivière Rupert, jusqu'à la baie de Rupert.

## Toponymie
Le toponyme "lac Indicateur" a été officialisé le 5 décembre 1968 par la Commission de toponymie du Québec, soit lors de la création de cet organisme.